# Brégnier-Cordon
Brégnier-Cordon är en kommun i departementet Ain i regionen Auvergne-Rhône-Alpes i östra Frankrike. Kommunen ligger  i kantonen Belley som ligger i arrondissementet Belley. Kommunens areal är 11 km². År 2022 hade Brégnier-Cordon 812 invånare.

## Befolkningsutveckling
Antalet invånare i kommunen Brégnier-Cordon
Referens: INSEE